# 30548 Markburchell
30548 Markburchell è un asteroide della fascia principale. Scoperto nel 2001, presenta un'orbita caratterizzata da un semiasse maggiore pari a 2,920629 UA e da un'eccentricità di 0,100927, inclinata di 7,083903° rispetto all'eclittica. Ha un diametro di 4,215 km.